# União das Freguesias de Cascais e Estoril
União das Freguesias de Cascais e Estoril, kurz Cascais e Estoril, ist eine portugiesische Gemeinde (Freguesia) im Kreis Cascais. Sie hat eine Fläche von 29,16 km² und 61.808 Einwohner (Daten: Stand 2011).
Die Gemeinde entstand am 29. September 2013 im Zuge der Gemeindereform in Portugal, durch den verwaltungstechnischen Zusammenschluss der Gemeinden Cascais und Estoril.